# Costermano sul Garda
Costermano sul Garda is een gemeente in de Italiaanse provincie Verona (regio Veneto) en telt 3318 inwoners (31-12-2004). De oppervlakte bedraagt 16,9 km², de bevolkingsdichtheid is 196 inwoners per km².
De volgende frazioni maken deel uit van de gemeente: Albarè, Castion, Marciaga, Pizzon, San Verolo.

## Demografie
Costermano sul Garda telt ongeveer 1301 huishoudens. Het aantal inwoners steeg in de periode 1991-2001 met 25,2% volgens cijfers uit de tienjaarlijkse volkstellingen van ISTAT.
| Jaar | Inwoneraantal |
| ---- | ------------- |
| 1991 | 2385          |
| 2001 | 2986          |

## Geografie
De gemeente ligt op ongeveer 237 m boven zeeniveau.
Costermano grenst aan de volgende gemeenten: Affi, Bardolino, Caprino Veronese, Garda, Rivoli Veronese, San Zeno di Montagna, Torri del Benaco.

## Geboren
- Adolfo Consolini (1917-1969), discuswerper